# Asygyna
Asygyna is een geslacht van spinnen uit de  familie van de Theridiidae (kogelspinnen).

## Soorten
- Asygyna coddingtoni Agnarsson, 2006
- Asygyna huberi Agnarsson, 2006